# خيسوس غونزاليس (مجدف)
خيسوس غونزاليس (بالإسبانية: Jesús González Alvarez)‏ هو مجدف إسباني، ولد في 9 سبتمبر 1974 في بونتيفيدرا في إسبانيا.

## وصلات خارجية
- جيسوس غونزاليس على موقع الاتحاد الدولي للتجديف (الإنجليزية)
- جيسوس غونزاليس على موقع اللجنة الأولمبية الدولية (الإنجليزية)
- جيسوس غونزاليس على موقع أوليمبيديا (الإنجليزية)